# Oreste Barale
Oreste Barale (ur. 4 października 1904 w Pezzanie; zm. w lutym 1983) – włoski piłkarz, grający na pozycji napastnika, trener piłkarski.

## Kariera piłkarska
Wychowanek klubu Alessandria, w barwach którego w 1924 rozpoczął karierę piłkarską. W latach 1925–1931 bronił barw Juventusu, z którym dwukrotnie zdobył mistrzostwo Włoch. Potem wrócił do Alessandrii. Następnie do 1943 roku grał w klubach Vigevano, Cantù i Lecco.

## Kariera trenerska
Od 1940 roku jeszcze będąc piłkarzem łączył funkcje trenerskie w Cantù i Lecco. Potem prowadził kluby Mortara, Monza, ponownie Mortara, Pavia, Abbiategrasso, ponownie Cantù, Verbania Sportiva, Piacenza, Chiasso i Pro Sesto.

## Sukcesy i odznaczenia

### Sukcesy klubowe
Juventus
- mistrz Włoch: 1925/26, 1930/31

Lecco (jako piłkarz i trener)
- mistrz Serie C: 1942/43 (gr. C)